# Radmirovac
Radmirovac (en serbe cyrillique : Радмировац) est un village de Serbie situé dans la municipalité de Svrljig, district de Nišava. Au recensement de 2011, il comptait 132 habitants.

## Démographie
| 1948 | 1953 | 1961 | 1971 | 1981 | 1991 | 2002 | 2011 |
| ---- | ---- | ---- | ---- | ---- | ---- | ---- | ---- |
| 528  | 539  | 478  | 436  | 375  | 274  | 200  | 132  |

|  |